# Chavanges
Chavanges és un municipi francès, situat al departament de l'Aube i a la regió del Gran Est. El 2018 tenia 588 habitants. S'hi han trobat vestigis d'una població gal·loromana.